# Cavariella pseudopustulata
Cavariella pseudopustulata är en insektsart. Cavariella pseudopustulata ingår i släktet Cavariella och familjen långrörsbladlöss. Inga underarter finns listade i Catalogue of Life.